# Schule für Circuskinder in NRW
Die Schule für Circuskinder in Nordrhein-Westfalen (SfC) ist eine staatlich genehmigte private Ersatzschule der Primarstufe und Sekundarstufe I in Ganztagsform mit Sitz in Hilden. Ihr Träger ist die Evangelische Kirche im Rheinland.
Grundlegendes Ziel der SfC ist es, das Recht auf Schulbildung von Kindern reisender Zirkusfamilien zu verwirklichen. Realisiert wird dies in einem Schulkonzept, das die Lebensumstände beruflich Reisender berücksichtigt und kontinuierliches Lernen „auf der Reise“ ermöglicht.

## Geschichte
Anlass für die Entwicklung einer Schule für Circuskinder waren die problematischen Bedingungen, unter denen Schulbesuch und Lernen von Circuskindern stattfand bzw. heute in weiten Teilen Deutschlands noch stattfindet. Wöchentlich wechselnde Schulen und damit wechselnde Lehrkräfte, Mitschüler, Unterrichtsinhalte und -methoden haben zur Folge, dass kontinuierlicher Unterricht nicht stattfinden kann und Schulversagen häufig vorprogrammiert ist.
In den 1980er Jahren begannen der Arbeitskreis für Sozialpädagogik e.V. und die Circus- und Schaustellerseelsorge der Evangelischen Kirche in Deutschland mit der Entwicklung eines Schulkonzeptes. 1989 konnte das Kultusministerium NRW von der Notwendigkeit einer Schule für Circuskinder überzeugt werden und die Evangelische Kirche im Rheinland erklärte sich bereit, die Trägerschaft zu übernehmen.
Am 1. Februar 1994 wurde die SfC gegründet und begann am 9. Juni 1994 mit dem Unterricht in „rollenden“ Klassenzimmern. Es folgte eine Schulversuchsphase von elfeinhalb Jahren, nach der die SfC im Jahr 2005 als Schule in freier Trägerschaft als Ersatzschule genehmigt wurde.
2019 feierte die SfC in Düsseldorf ihr 25-jähriges Bestehen. Im Rahmen des Festaktes wurden die Abschlusszeugnisse übergeben vom Staatssekretär des Ministeriums für Schule und Weiterbildung in NRW, Mathias Richter, und dem Präses der Evangelischen Kirche im Rheinland, Manfred Rekowski.

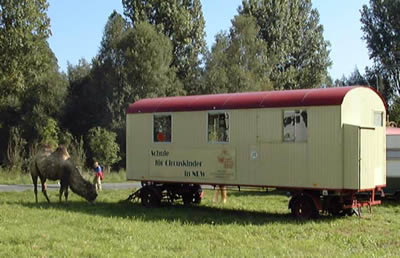
„Rollendes Klassenzimmer“ aus der Anfangszeit

## Daten und Fakten
Neben Primarstufe und Sekundarstufe I bietet die SfC eine vorgezogene Schuleingangsklasse an, da sich auch der Besuch eines Kindergartens auf der Reise sehr schwierig gestaltet. In dieser können Schüler mit Vollendung des 5. Lebensjahres am Unterricht teilnehmen. Das Höchstalter für den Besuch der SfC beträgt 21 Jahre.
An der SfC findet Gemeinsamer Unterricht behinderter und nichtbehinderter Schüler statt und alle Abschlüsse der Sekundarstufe I können erworben werden.
Der Start erfolgte 1994 mit drei Lehrerinnen. Im Jahr 2005 war das Kollegium auf zwölf Pädagogen angewachsen. 2021 arbeiten an der SfC 30 Voll- und Teilzeitlehrkräfte (Primarstufenlehrkräfte, Sekundarstufenlehrkräfte und Sonderpädagogen).

## Schul- und Unterrichtsorganisation
Das Bildungsangebot der SfC richtet sich an Kinder aus überwiegend in Nordrhein-Westfalen reisenden Circusunternehmen.

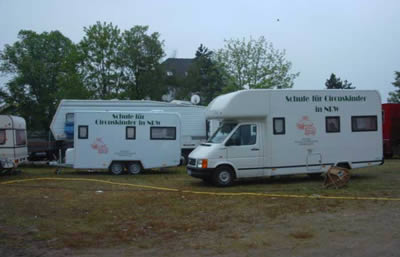
Schulwagen der SfC

### Unterricht vor Ort

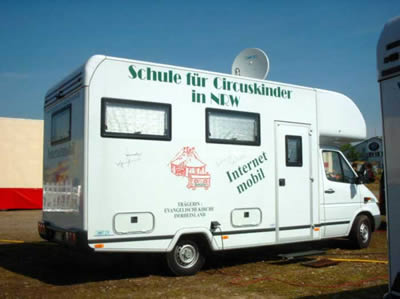
Internetmobil der SfC

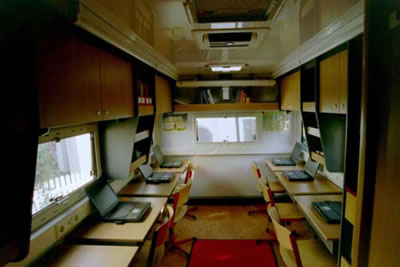
Innenansicht des Internetmobils

Für den Unterricht vor Ort wurden Unterrichtsmobile und mitgezogene Schuleinheiten entwickelt, in denen der Unterricht stattfindet. Sie werden von den Lehrern der Schule gefahren oder vom Circus mitgezogen. Darüber hinaus gibt es Mobile für Schwerpunktunterricht, wie z. B. ein Internet- und ein Technikmobil.
Der Unterricht vor Ort findet an 2–3 Tagen pro Woche in leistungs- und altersheterogenen Lerngruppen von 3–6 Schülern statt. An den unterrichtsfreien Tagen bearbeiten die Schüler individuelle Lernpakete. Wenn sich die Circusse im Winter längere Zeit an einem Ort befinden, besuchen die Schüler die Winterschule. Dies ist eine Regelschule am Ort des Winterquartiers.

### Tutorat
Im Tutorat werden die Circuskinder betreut, die nicht vor Ort unterrichtet werden können. Für diese Kinder übernimmt die SfC die Funktion der Stammschule, d. h., sie ist neben dem Führen der Schülerakte für das Erstellen von Schultagebuch, Zeugnissen und Stoffplänen sowie die Ausstattung mit Lernmaterial zuständig.
Unterschieden werden drei Formen des Tutorats:
1. Fernlernen: Die Schüler erhalten Lernpakete, die sie selbstständig bearbeiten.
2. Wechselnder Stützpunktschulbesuch: Die Schüler besuchen weiterhin wechselnde Schulen und werden dabei von der SfC betreut und unterstützt.
3. Privatlehrer vor Ort: Die SfC übernimmt die Stammschulfunktion von Kindern, deren Circus einen Privatlehrer beschäftigt.

### Online-Lernen
Im Zuge der technischen Entwicklung und der Ausweitung der Mobilfunknetze wurde in den 2000er Jahren der Bereich „Open Distance Learning“ (E-Learning) an der SfC ausgebaut und durch Online-Kurse erweitert. Sowohl beim Fernlernen als auch beim Unterricht vor Ort erlaubt er weitere Lernangebote, Schwerpunktunterricht und häufigeren und direkteren Kontakt zwischen Lehrkräften und Lernenden. Letztere werden mit Laptops und UMTS-Karten ausgestattet, damit sie am Online-Unterricht teilnehmen können.
Genutzt wird die Lernplattform des Landes NRW (logineo) und ein Virtuelles Klassenzimmer (Centra One), in dem Unterricht in Echtzeit stattfindet. Dazu gehören Vor- und Nachbereitung des Unterrichts im engen Austausch mit der Lehrkraft via Messenger-Programm und E-Mail.

## Lernkonzept
Im Vordergrund stehen an der SfC binnendifferenzierter Unterricht und individuelle Förderung, die vor allem durch kleine Lerngruppen ermöglicht werden. Des Weiteren sind aufgrund der Unterrichtsorganisation Selbstständigkeit und eigenverantwortliches Lernen zentrale Kompetenzen, die es zu vermitteln gilt.
Gelernt wird nach einem Bausteinprinzip, welches den Schülerinnen und Schülern neben Pflichtbausteinen auch fakultative Bausteine und somit individuelle Wahl- und Entscheidungsmöglichkeiten bietet. Insbesondere erlaubt das Bausteinprinzip, dass Schülerinnen und Schüler unabhängig von ihrer Schulklassenzugehörigkeit entsprechend dem individuellen Lernstand im jeweiligen Fach unterrichtet werden können.
Die Schullaufbahn ist in vier Abschnitte (Tournéen) unterteilt und endet mit der Abschlusstournée, die auf die 'Zentralen Prüfungen am Ende der Klasse 10' vorbereitet. Die Bausteine der Abschlusstournée berücksichtigen neben fächerübergreifendem Lernen die konkreten Lebensumstände der Lernenden, indem sie sich an circusspezifischen Inhalten und für die zukünftige Arbeit im Circus wichtigen Themen orientieren.